# Gymnopilus bryophilus
Espèce
Gymnopilus bryophilus est une espèce de champignons de la famille des Cortinariaceae.

## Description
Le sporophore est composé d'un chapeau convexe de couleur orange à orange clair. Il mesure entre 2 et 5 cm de diamètre. Le pied peut, quant à lui, atteindre 2 à 4 cm de hauteur et entre 3 et 4 mm d'épaisseur.

## Habitat et répartition
Ce champignon se développe sur le bois en décomposition. 
Il a été observé en Jamaïque ainsi qu'en Inde.